# Nhecolândia

Ein Lagoa Salina Pantanal im Nhecolândia

Nhecolândia ist eine der Teilregionen des Pantanals Brasiliens. Im Süden wird es durch den Rio Negro begrenzt, im Norden durch den Rio Taquari. Die Region wird als die am besten erhaltene Gegend des Pantanal angesehen, speziell am Ufer des Rio Negros, wo man auch rund 1500 Seen mit Süß- und Salzwasser (Salinas) findet.